# Comté de Wapello
Le comté de Wapello est un comté de l'État de l'Iowa, aux États-Unis.